# Janet Jonsson
Janet Margareta Jonsson (* 20. Juli 1977 in Saxnäs) ist eine ehemalige schwedische Snowboarderin. Sie startete in den Disziplinen Halfpipe und Snowboardcross.

## Werdegang
Jonsson, die für den Klimpfjälls AK startete, nahm im März 1998 in Tandådalen erstmals am Snowboard-Weltcup der FIS teil, wobei sie den zehnten Platz in der Halfpipe errang. In der Saison 1998/99 kam sie im Weltcup siebenmal unter die ersten zehn. Dabei erreichte sie in Olang mit dem dritten Platz im Snowboardcross ihre einzige Podestplatzierung im Weltcup und zum Saisonende den 17. Platz im Gesamtweltcup, den neunten Rang im Halfpipe-Weltcup sowie den siebten Platz im Snowboardcross-Weltcup. Beim Saisonhöhepunkt, den Snowboard-Weltmeisterschaften 1999 in Berchtesgaden, belegte sie den 12. Platz im Snowboardcross und den zehnten Rang in der Halfpipe. Im selben Jahr wurde sie schwedische Meisterin in der Halfpipe. In der Saison 2000/01 erreichte sie mit fünf Top-Zehn-Platzierungen, den 12. Platz im Halfpipe-Weltcup und bei den Snowboard-Weltmeisterschaften 2001 in Madonna di Campiglio den siebten Platz in der Halfpipe. In der folgenden Saison errang sie in Salt Lake City bei ihrer einzigen Olympiateilnahme den 21. Platz in der Halfpipe und absolvierte in Alpe d’Huez ihren 27. und damit letzten Weltcup, welchen sie auf dem neunten Platz in der Halfpipe beendete.

## Teilnahmen an Weltmeisterschaften und Olympischen Winterspielen

### Olympische Winterspiele
- 2002 Salt Lake City: 21. Platz Halfpipe

### Snowboard-Weltmeisterschaften
- 1999 Berchtesgaden: 10. Platz Halfpipe, 12. Platz Snowboardcross
- 2001 Madonna di Campiglio: 7. Platz Halfpipe

## Weltcup-Gesamtplatzierungen
| Saison  | Gesamt | Gesamt | Halfpipe | Halfpipe | Snowboardcross | Snowboardcross |
| Saison  | Punkte | Platz  | Punkte   | Platz    | Punkte         | Platz          |
| ------- | ------ | ------ | -------- | -------- | -------------- | -------------- |
| 1997/98 | 32     | 125.   | 260      | 55.      | –              | –              |
| 1998/99 | 592    | 17.    | 2360     | 9.       | 890            | 7.             |
| 2000/01 | 254    | 39.    | 2110     | 12.      | 160            | 46.            |
| 2001/02 | –      | –      | 1582     | 14.      | –              | –              |